# نوربرت كيركوف
نوربرت كيركوف (بالفرنسية: Norbert Kerckhove)‏ ولد بتاريخ 21 أكتوبر 1932 في بلجيكا، وتوفي في 4 يوليو 2006 في بلجيكا، كان دراج بلجيكي.

## روابط خارجية
- نوربرت كيركوف على موقع أرشيف الدراجات (الإنجليزية)
- نوربرت كيركوف على موقع إحصائيات الدراجات الإحترافية (الإنجليزية)